# Takuma Aoshima
Takuma Aoshima (japanisch 青島 拓馬 Aoshima Takuma; * 6. April 1993 in Hamamatsu) ist ein japanischer Fußballspieler.

## Karriere
Aoshima erlernte das Fußballspielen in der Schulmannschaft der Hamamatsu Kaiseikan High School und der Universitätsmannschaft der Hōsei-Universität. Seinen ersten Vertrag unterschrieb er 2016 bei Blaublitz Akita. Der Verein spielte in der dritthöchsten Liga des Landes, der J3 League. Mit Blaublitz feierte er 2020 die Meisterschaft der dritten Liga und den Aufstieg in die zweite Liga.

## Erfolge
Blaublitz Akita
- J3 League: 2020  ▲